# 286
Het jaar 286 is het 86e jaar in de 3e eeuw volgens de christelijke jaartelling.

## Gebeurtenissen

### Klein-Azië
- 1 april - Keizer Diocletianus heerst als autocraat over het Oost-Romeinse Rijk. Hij benoemt zijn generaal Maximianus tot mede-regent (Augustus) en laat hem regeren over de westelijke provincies van het rijk, met als hoofdstad Milaan.

### Europa
- Maximianus verslaat in Gallië de opstandige Bagaudae. Hij verdedigt de rijksgrens tegen de Franken, Alamannen en Bourgondiërs. Het Romeinse leger versterkt de fortificaties langs de Rijn en sluit met Germaanse stammen een alliantie.
- Carausius, vlootcommandant van de Classis Britannica in Gesoriacum (Boulogne), wordt beschuldigd van piraterij en door Maximianus ter dood veroordeeld. Hij roept zichzelf uit tot tegenkeizer en regeert over Britannia en Gallia Belgica.